# 기니비사우-카보베르데 아프리카 독립당

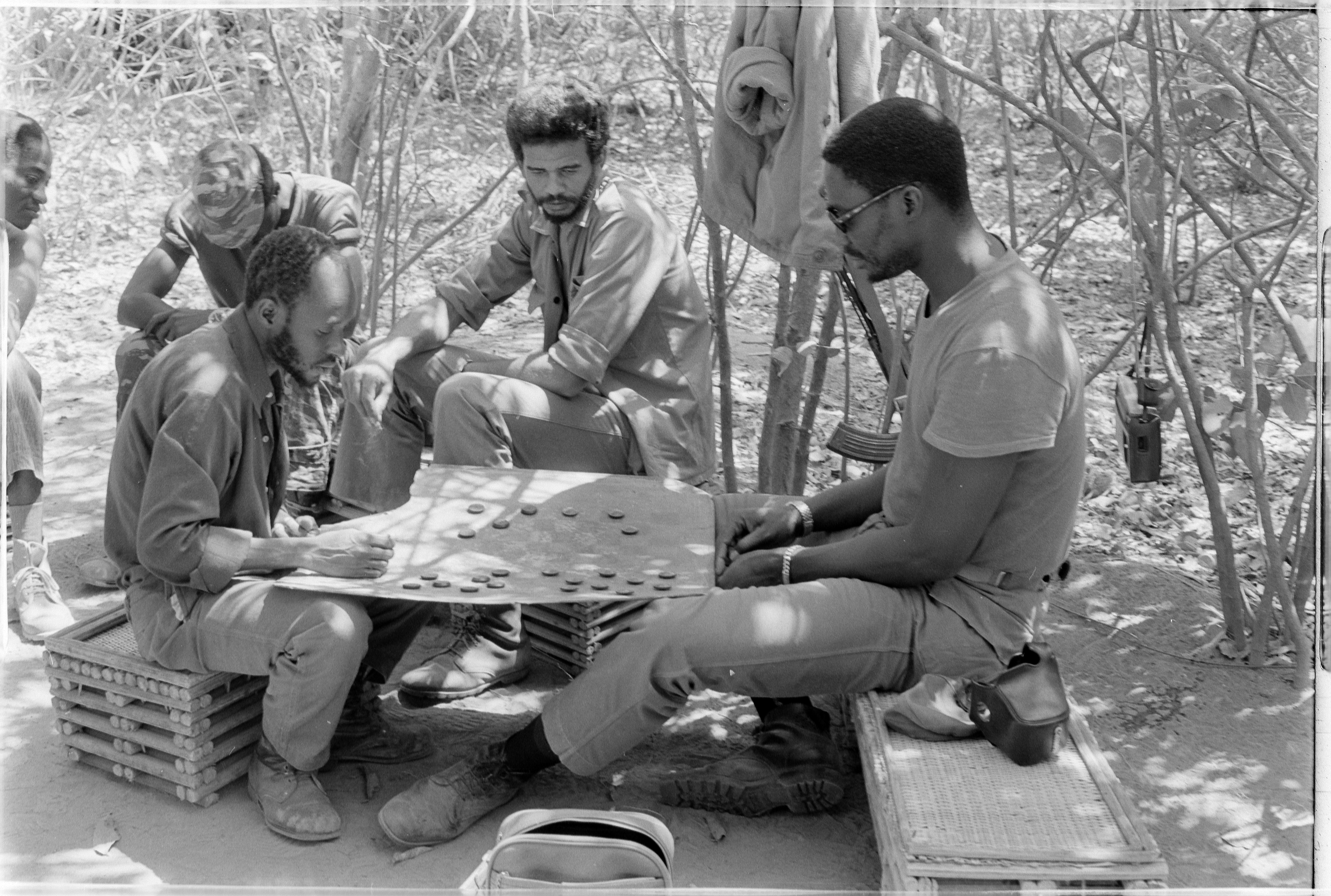
PAIGC Military commanders on the northern frontline, 1974

기니비사우-카보베르데 아프리카 독립당(Partido Africano da Independência da Guiné e Cabo Verde, PAIGC)은 기니비사우의 정당이다. 이 정당은 1957년에 공식적으로 설립되어 포르투갈 식민당국과 협상을 독립 운동을 지향했으나, 독립운동가에 대한 학살과 이스타두 노부 정권의 타도를 위해 군사조직으로 전환되었다.

## 역사

### 독립 이전
PAIGC는 1956년 9월 19일 비사우에서 아프리카 독립당으로 설립되었다. 이 정당은 1954년 엔히키 라흐베르와 아밀카르 카브랄이 설립한 "포르투갈령 기니의 독립운동"에 기초했다. 정당은 6명의 설립 회원으로 이루어져 있었다. 이 중에는 루이스 카브랄과 그의 형제 아밀카르, 아리스티드스 페레이라가 포함되어 있었다. 하파에우 파울라 바르부사가 첫 회장이 되었고, 아밀카르 카브랄이 비서로 임명되었다.
1959년 피지귀티 학살에서 포르투갈 식민군이 시위중인 항구 노동자들에게 발포해 50명을 살해했다. 이 학살은 PAIGC가 독립을 추구하는 방향으로 전환하는 계기점이 되었다. 하지만 포르투갈 당국은 여전히 운동이 자신들과 무관하다고 판단했고, 이를 탄압하려고 시도하는 행위는 하지 않았다. 하지만 학살은 PAIGC 지도부에게 포르투갈에 맞선 독립 투쟁으로 방향을 전환시키는데 큰 역할을 했고, 1959년 9월 기니 코나크리로 본부를 옮겼다. 1961년 In 1961 PAIGC는 모잠비크 해방전선, 앙골라 해방인민운동과 연합해 포르투갈 식민지 국가조직회의를 창설했다. 이 정당은 아프리카 곳곳의 포르투갈 식민지 독립에 대한 투쟁에서 협력하는 정당이었다.
1962년 3월부터 포르투갈에 대한 무장투쟁이 시작되었다. PAIGC 무장 대원들이 프라이아에서 공격을 개시했으나 수포로 돌아갔다. 유격전이 기니 본토에 집중되었지만, 카보베르데 섬의 무장투쟁은 병참 문제로 인해 제한되었다. 카보베르데 섬의 PAIGC 당원들은 은밀한 방식으로 일했다. 군사적으로 거의 불능이 되자 아밀카르 카브랄은 군사력이 향상될 때까지 태업이 자신들의 주요 무기가 될 것이라고 명령했다. 1963년 1월 23일 PAIGC은 포르투갈의 군 기지인 티치(Tite)를 공격함으로써 기니비사우 독립전쟁을 시작했다. 북부에서는 포르투갈군에 대한 빈번한 공격이 이어졌고, 같은 달 풀라쿤다와 부바에 위치한 경찰서에 PAIGC와 FLING가 합동으로 공격을 가했다.
코모 섬은 포르투갈 군과 PAIGC 사이의 주요 전장으로, 이곳은 PAIGC가 섬의 통제권을 쥐고 있었다가 포르투갈 군의 강한 반격을 받았던 곳이었다. 포르투갈 공군까지 투입된 이 전투에서 PAIGC는 섬을 잃었고, 포르투갈 군은 트리덴테 작전을 개시했다. PAIGC는 격전을 치렀고, 포르투갈은 큰 사상자를 냈으며 속도도 늦어졌다. 71일 간의 전투 끝에 포르투갈 군은 섬을 완전히 장악했다. 하지만 두 달도 되지 않아 PAIGC가 섬을 되찾았다. 이는 PAIGC가 칸타헤즈 반도와 퀴타피네 반도에 새로운 본부를 새웠기 때문에 포르투갈 군이 이들을 공격하기 위해 섬을 비웠기 때문이었다.
1967년, PAIGC는 포르투갈의 주요 거점에 147회의 공격을 실시했고, 포르투갈령 기니의 60% 이상을 효율적으로 통치하고 있었다. 1968년 포르투갈은 정부의 새로운 총독 안토니오 데 스피놀라가 도착하자 게릴라들을 상대로 새로운 전쟁을 개시했다. 스피놀라는 기니에서 지지를 받기 위해 대량 건설 작전을 시작해 학교와 병원, 새로운 집을 건설하고 도로 체계와 통신 시설의 기능을 향상시켰다. PAIGC는 스웨덴과 상호증진협력관계를 맺은 첫 정당으로, 스피놀라의 작전에 대항했다.